# 荒木萌恵
荒木萌恵（あらき もえ、1998年3月24日 - ）は、日本の元バドミントン代表選手。右利き。

## 来歴
母はバドミントン元中国代表選手で世界チャンピオン経験者の呉健秋（中国語）（婚姻による改姓後は荒木健秋）。姉も元バドミントン選手の荒木茜羽（あかね）で、七十七銀行バドミントン部時代は姉と同じチームでプレーした。
中学、高校は西武台千葉中学校・高等学校に進学し、2014年インターハイ（千葉）ではシングルスで準決勝進出するも山口茜に敗れ第3位、 2015年第44回全国高校選抜大会では当時世界ランク10位の山口をストレートで下すなどの活躍を見せた。同年インターハイ（京都）では準決勝で山口に敗れ再び第3位。
2016年4月からは七十七銀行に就職。同年4月のBWFインターナショナルチャレンジのタヒチ・インターナショナルチャレンジ大会で同大会日本人初となる女子シングルスで優勝、5月のスラバヤ国際でも女子シングルス優勝を果たした 。9月のベルギーインターナショナル大会に女子シングルス代表として出場、準決勝敗退した。同年BWFインターナショナルシリーズの2016年インドネシア・インターナショナル大会では女子シングルス優勝。
2017年にはマレーシアを拠点とする国際プロリーグ「SSパープルリーグ」のカポンBCに所属。同リーグでプロ選手として活動した。
2018年からは北京語言大学東京校に進学し、移動キャンパス制度を利用して同校北京本校へ長期留学した。2021年1月現在は新型コロナウイルス感染拡大を受け帰国し、中国語の勉強を続けている。